# Vlaamse Federatie van Jeugdhuizen
De Vlaamse Federatie van Jeugdhuizen maar meestal VFJ genoem, was een Vlaamse organisatie die optrad als de federatie van jeugdhuizen.
Het was de grootste koepel van jeugdhuizen naast JGM en JeF.
De vereniging bestaat verder als een fusie tussen JGM en VFJ sinds 2007.

## Geschiedenis

### Ontstaan
De directe voorlopers van het huidige jeugdhuiswerk ontwikkelen zich al snel na de Tweede Wereldoorlog. Men wilde toen een open ontmoetingsruimte creëren waar jongeren onthaald werden in aparte ruimtes met voorzieningen voor vrijetijdsbesteding.
Vanaf de jaren 60 volgt een grote groei van initiatieven die gaandeweg meer en meer ondersteund en gesubsidieerd werden door de overheid. In die periode ontstaan ook meerdere federaties vanuit verschillende ideologische strekkingen. Een aanzienlijk deel van de jeugdhuizen probeert zich echter te groeperen in een ‘algemene federatie van jeugdclubhuizen’
omdat ze niet willen behoren tot een zogenaamde ‘verzuilde’ groep. Er worden voortdurend pogingen ondernomen om alle andere federaties van zuilen te integreren in één pluralistische federatie.
Ondanks talrijke meningsverschillen omtrent identiteit (federatie of confederatie) is de wagen aan het rollen en op 1 september 1965 ondertekenen de stichters de statuten.

### Jaren 70 en 80
Begin jaren 70 is het aantal aangesloten initiatieven gestegen van 13 naar 204.
Jeugdhuiswerk blijft een goede werkvorm en VFJ groeit mee door hererkenning van de deelgroepen en strekkingen. De ideologische en filosofische strekkingen vinden hun plaats maar ook de onafhankelijke jeugdhuizen worden steeds talrijker. Geleidelijk aan evolueert het ‘verzuilde beheer’ naar een breed pluralistisch platform van alle jeugdhuizen.
De federatie wordt op inhoudelijk vlak gewaardeerd voor haar positionering in de belangenbehartiging en de medewerking aan een jeugdhuiswerkbeleid met specifieke subsidiëring en criteria.
Daarnaast bood het ook een dienstverlening en kadervorming aan.
Tijdens de jaren 80 krijgen de jeugdhuizen het moeilijk. Hierdoor ook de koepelorganisaties.
Maar op internationaal vlak wordt er gewerkt aan een Europese koepel.

### Jaren 90
Vanaf de jaren 90 een heropleving van de sector. Het personeelsbestand van VFJ was toen nog 4 educatieve medewerkers en een halftijdse administratieve kracht.
Dit blijft zo tot het aantal jeugdhuizen en dus ook de leden terug stijgen.
De zware structuur en statuten met waarborgen voor de zuilen binnen de VFJ wordt aangepast om te verjongen en de continuïteit te garanderen.
Dit resulteert in nieuwe statuten in 1993
En in 1997 verhuizen ze de maatschappelijke zetel naar een nieuwe locatie. Hier wordt onmiddellijk ook gekozen voor het nieuwe medium internet en een nieuw registratie-programma in 1998.
In de periode wordt ook de werking en het aanbod uitgebreid, onder andere de opleidingen (voor beroepskrachten, geluidtechnieker en dergelijke), de internationale samenwerking met Jint, Jica, VPIJ en het mee oprichten van ECYC, de nieuwe publicaties onder andere over fuiven, het opstarten van een jeugdhuis, de ondersteuning van de provinciale werkingen en het meer samenwerken met steden.

### Sinds 2000
Vanaf 2000 is er een blijvende stijging van personeel en moet de vzw naar extra financiële bronnen op zoek.
Hierdoor worden er mee convenanten afgesloten met steden zoals Antwerpen om in specifieke aanbestedingen mee te gaan en projecten op te starten.
Zoals het EVC-project waar de VFJ een trekkersrol in vervulde.
Daarnaast werd er meer gewerkt aan jeugdhuizen plaatselijk te kunnen ondersteunen door vorming in de eigen locatie te geven en op maat gemaakt. Begeleiden op Maat.

### Einde van VFJ
In april 2004 stapte JGM naar VFJ en JeF en stelde voor een einde te maken aan de bijna
onzichtbare verzuiling en samen een sterkere koepel te worden.
VFJ die opgericht was om de zuilen samen te brengen ging in op dit voorstel. JeF koos voor een eigen weg.
Na wat aftasten kwamen de eerste stappen naar elkaar. Met de gemeenschappelijke opmaak van het beleidsplan 2007-2009 werd de echte fusie voorbereid.
Vanaf januari 2007 bestaat Formaat vzw jeugdhuiswerk Vlaanderen als het resultaat.
Met de titel 0303 werd op 3 maart een groot fusiefeest gegeven en volgde het verlaten van de beide kantoren naar
een nieuwe gemeenschappelijke locatie.
De VFJ is opgegaan in Formaat vzw de fusieorganisatie met JGM.
De vzw is op papier blijven bestaan om de vzw van de nieuwe organisatie te worden, maar is een volledige herschrijving in functie van deze fusie.

## Bekende personen
- Jef Van Den Audenaerde,
- Joris De Blezer, Coördinator Karuur
- Sven Saenen, Schepen van jeugd van de gemeente Hechtel-Eksel[5]